# Age of Mythology
Age of Mythology ist ein auf antiker Mythologie aufbauendes Echtzeit-Strategiespiel, das von den US-amerikanischen Ensemble Studios entwickelt und von den Microsoft Game Studios für Windows- sowie Mac-OS-basierende Computer veröffentlicht wurde. Das Spiel erschien am 30. Oktober 2002 in Nordamerika und am 11. November 2002 in Europa. Age of Mythology ist ein Ableger der Age-of-Empires-Reihe. 2014 erschien mit Age of Mythology: Extended Edition ein Remaster. Mit Age of Mythology: Retold erschien 2024 ein Computerspiel-Remake.

## Spielaufbau
Im Unterschied zu den Spielen der Age-of-Empires-Reihe kämpft der Spieler sowohl mit realen Einheiten als auch mit Figuren aus den Mythen der Griechen, Wikinger und Ägypter. In der Einzelspielerkampagne mit dem Titel „Der Sturz des Dreizacks“ schlüpft der Spieler in die Rolle von Arkantos, einem Atlanter, der zwischen die Fronten der Götter gerät. In 32 Missionen übernimmt er die Führung der drei Völker, um seine Heimat Atlantis vor einer Bedrohung zu schützen. In der Handlung werden unter anderem bekannte altertümliche Mythen wie der Trojanische Krieg, der altägyptische Osirismythos, die Irrfahrten des Odysseus, der altnordische Ragnarök-Mythos als auch Elemente der Titanomachie sowie der Untergang von Atlantis geschildert. Abgesehen von mythischen Einheiten wie Zyklopen, Minotauren und Phönixen kann der Spieler auch jeweils bis zu vier göttliche Zauber erwerben, wenn er durch den Ausbau seines Dorfes und die Anbetung unterschiedlicher Götter in neue Zeitalter fortschreitet. Diese Zauber sind oft spielentscheidend. Zeus gewährt zum Beispiel einen Blitz, mit welchem man eine beliebige gegnerische Einheit schädigen kann, sofern sie sich in Sichtweite befindet. Außerdem schenkt jeder Gott besondere Technologien, die für das Volk von Bedeutung sind (vergleiche die Prometheus-Sage). Bei Age of Mythology erreichen die einzelnen Zivilisationen somit eine Individualität, die viel bedeutender ist als die Unterschiede der Völker in Age of Empires oder Age of Kings.
Zu Beginn einer Singleplayer-Spielpartie wählt der Spieler eines der Völker und zusätzlich einen der jeweils drei Hauptgötter aus, diese sind beispielsweise bei den Griechen die drei Brüder Zeus, Poseidon oder Hades. Wenn der Spieler im Spiel voranschreitet, kann er in weitere Zeitalter eintreten und muss dabei jeweils zwischen zwei Nebengöttern auswählen. Insgesamt verfügt jedes Volk über neun Nebengötter, deren Verfügbarkeit von der Wahl des Hauptgottes abhängig sind. Um einen Sieg zu erringen, können optional auch Weltwunder zu Ehren der Götter errichtet werden, die anschließend nach Ablauf eines Countdowns einen automatischen Sieg erwirken. Die Griechen errichten beispielsweise die Zeus-Statue des Phidias oder das Dionysostheater, die Ägypter bauen wahlweise die Cheops-Pyramide oder die Große Sphinx von Gizeh und die Wikinger erstellen das Schiff Skidbladnir oder pflanzen die Donareiche. Das jeweilige Weltwunder ist von der Wahl des Hauptgottes abhängig. Alternative Siegbedingungen stellen u. a. die Zerstörung aller Gebäude des Gegners oder die Annahme seiner Kapitulation dar.
| Volk     | Hauptgötter                         | Kurzbeschreibung                                                             | Mythische Kreatur(en)                       | Göttlicher Zauber                                                                                             | Kulturboni |
| -------- | ----------------------------------- | ---------------------------------------------------------------------------- | ------------------------------------------- | --- | --- |
| Griechen | Zeus                                | Gott des Himmels, oberster Gott der Olympier                                 | Pegasus                                     | Blitz (Effekt: Tod einer einzelnen Einheit)                                                                   | Hopliten bewegen sich schneller und Infanterieeinheiten fügen Gebäuden zusätzlichen Schaden zu; die Kultur beginnt mit 25 Einheiten Gunst, das Limit beträgt 200 Einheiten Gunst; Gunst wird schneller erworben.      |
| Griechen | Poseidon                            | Gott des Meeres, der Pferde und der Erdbeben; Bruder des Zeus                | Pegasus, Hippocampus                        | Köder (Effekt: Stein, der wilde Tiere anzieht)                                                                | Die Kavallerie wird zu geringeren Kosten erzeugt; bei zerstörten Gebäuden erscheinen Milizsoldaten; Fischkutter und Karawanen bewegen sich schneller fort; Marktplätze können zu geringeren Kosten eingesetzt werden. |
| Griechen | Hades                               | Gott der Toten und Herrscher der Unterwelt, Bruder des Zeus                  | Pegasus, Schatten                           | Wächter (Effekt: Schutz des Dorfzentrums durch vier Wächter)                                                  | Tote Soldaten können Schatten (Untote) erzeugen; Gebäude enthalten mehr Lebenspunkte; Bogenschützen und Gebäude erhalten eine höhere Angriffsstärke.                                                                  |
| Griechen | Nebengötter (Klassisches Zeitalter) |                                                                              |                                             | | |
| Griechen | Ares                                | Gott des Krieges                                                             | Zyklop                                      | Pest (Effekt: Unterbindung von Ausbildungen militärischer Einheiten)                                          | Militärischer Angriff |
| Griechen | Athene                              | Göttin der Kriegskunst und der Weisheit                                      | Minotaurus                                  | Wiederherstellung (Effekt: Heilung von Einheiten und Wiederherstellung von Gebäuden und Belagerungseinheiten) | Stärkung der Infanterie |
| Griechen | Hermes                              | Gott der Reisenden und Kaufleute, „der Götterbote“                           | Kentaur                                     | Waffenstillstand (Effekt: Zwang zu Beendigung von Kämpfen)                                                    | Kavallerie |
| Griechen | Nebengötter (Heroisches Zeitalter)  |                                                                              |                                             | | |
| Griechen | Aphrodite                           | Göttin der Liebe und der Schönheit                                           | Nemeischer Löwe                             | Fluch (Effekt: Verwandlung von Gegnern in Schweine)                                                           | Dorfbewohner |
| Griechen | Apollon                             | Gott der Sonne und der Weissagung, Bruder der Artemis                        | Mantikor                                    | Tor zur Unterwelt (Effekt: Teleportation durch Überquerung eines unterirdischen Korridors)                    | Bogenschützen |
| Griechen | Dionysos                            | Gott der Feierlichkeiten                                                     | Hydra, Skylla                               | Bronzehaut (Effekt: Verstärkung der Panzerung regulärer Soldaten)                                             | Kavallerie |
| Griechen | Nebengötter (Mythisches Zeitalter)  |                                                                              |                                             | | |
| Griechen | Artemis                             | Göttin der Jagd und des Mondes, Schwester des Apollon                        | Chimäre                                     | Erdbeben (Effekt: Zerstörung von Gebäuden und teilweise auch Armeen)                                          | Bogenschützen |
| Griechen | Hephaistos                          | Gott des Handwerks                                                           | (Wandelnder) Koloss                         | Schatzkammer (Effekt: Gewinnung von Rohstoffen/Schätzen durch himmlische Kammer)                              | Panzerung und Waffen |
| Griechen | Hera                                | Göttin des Hauses, Schwestergattin des Zeus                                  | Medusa, Karkinos                            | Gewittersturm (Effekt: Schaden an gegnerischen Armeen)                                                        | Gebäude und mythische Einheiten |
| Ägypter  | Hauptgötter                         |                                                                              |                                             | | |
| Ägypter  | Re                                  | Gott der Sonne                                                               | –                                           | Regen (Effekt: Schnellere Nahrungsgewinnung durch Feldarbeit)                                                 | Priester können Gebäude verzaubern; Streitwagen und Kamelreiter haben mehr Lebenspunkte und bewegen sich schneller; Monumente sind kostengünstiger und stabiler                                                       |
| Ägypter  | Isis                                | Schutzgöttin, Gattin des Osiris und Mutter des Horus                         | –                                           | Reichtum (Effekt: Schnellere Goldgewinnung)                                                                   | Monumente schützen gegen göttliche Zauber; Bevölkerungslimit in Dorfzentren wird um 3 erhöht; Weiterentwicklungen sind kostengünstiger                                                                                |
| Ägypter  | Seth                                | Gott des Bösen, des Chaos, der Wüste und der fremden Länder                  | –                                           | Fernsicht (Effekt: Enthüllung eines unerforschten Kartenbereichs)                                             | Priester können Tiere bekehren; Schleuderkämpfer und Streitwagen werden schneller ausgebildet; Migdol-Festungen sind kostengünstiger; Pharaonen können Tiere herbeirufen                                              |
| Ägypter  | Nebengötter (Klassisches Zeitalter) |                                                                              |                                             | | |
| Ägypter  | Anubis                              | Gott der Toten                                                               | Anubite (Schakalmann)                       | Schlangenplage (Effekt: Anrufung von Schlangen zur Verteidigung)                                              | Infanterieeinheiten und mythische Einheiten |
| Ägypter  | Bastet                              | Göttin der Fruchtbarkeit                                                     | Sphinx                                      | Sonnenfinsternis (Effekt: Einschränkung der Reichweite von Bogenschützen und Belagerungseinheiten)            | Arbeiter |
| Ägypter  | Ptah                                | Gott der Schöpfung                                                           | Wadjet                                      | Flugsand (Effekt: Teleportation)                                                                              | Militäreinheiten |
| Ägypter  | Nebengötter (Heroisches Zeitalter)  |                                                                              |                                             | | |
| Ägypter  | Hathor                              | Göttin des Himmels und der Liebe                                             | Petsuchus, Roc                              | Heuschreckenplage (Effekt: Zerstörung von Feldern)                                                            | Gebäude |
| Ägypter  | Nephthys                            | Göttin der Geburt und des Todes                                              | Leviathan, Skorpionmann                     | Ahnenarmee (Effekt: Auferstehung eines toten Soldatenheeres)                                                  | Priester |
| Ägypter  | Sachmet                             | Göttin des Krieges                                                           | Skarabäus                                   | Zitadelle (Effekt: Verwandlung des Dorfzentrums)                                                              | Bogenschützen und Belagerungseinheiten |
| Ägypter  | Nebengötter (Mythisches Zeitalter)  |                                                                              |                                             | | |
| Ägypter  | Horus                               | Gott der Rache                                                               | Rächer (Falkenmann)                         | Tornado (Effekt: Vernichtung von Gebäuden und Einheiten)                                                      | Infanterie |
| Ägypter  | Osiris                              | Gott der Unterwelt                                                           | (Wandelnde) Mumie                           | Sohn des Osiris (Effekt: Verwandlung des Pharaos in einen Halbgott)                                           | Kamelreiter |
| Ägypter  | Thot                                | Gott der Weisheit                                                            | Phönix, Seeschildkröte                      | Meteoritensturm (Effekt: Teilweise Zerstörung ganzer Dörfer)                                                  | Migdol-Festung |
| Wikinger | Hauptgötter                         |                                                                              |                                             | | |
| Wikinger | Odin                                | Gott des Krieges, der Poesie, der Weisheit und des Todes; Herrscher der Asen | Odins Raben                                 | Jagd (Effekt: Erhöhung der Population einer Gruppe von Tieren)                                                | Reguläre Einheiten regenerieren sich; Raben zur Erkundung; Bergfestungseinheiten haben mehr Lebenspunkte; Sammler jagen effektiver                                                                                    |
| Wikinger | Thor                                | Gott des Donners, Sohn des Odin, Träger des Hammers Mjölnir                  | –                                           | Zwergenmine (Effekt: Erschaffung einer Goldmine)                                                              | Kavallerieeinheiten erzeugen beim Angriff von Gebäuden Gold; Zwerge sind kostengünstiger; Zwerge sammeln Nahrung und Holz schneller                                                                                   |
| Wikinger | Loki                                | Gott des Feuers und der List; Feind der anderen Götter                       | –                                           | Spion (Effekt: Sicht durch eine anvisierte gegnerische Einheit)                                               | Helden rufen im Kampf mythische Einheiten; weniger benötigte Gunst für mythische Einheiten; Ochsenkarren sind kostengünstiger und haben weniger Lebenspunkte                                                          |
| Wikinger | Nebengötter (Klassisches Zeitalter) |                                                                              |                                             | | |
| Wikinger | Forseti                             | Gott der Gerechtigkeit                                                       | Troll                                       | Heilende Quelle (Effekt: Erschaffung einer heilenden Quelle)                                                  | Infanterie |
| Wikinger | Freya                               | Göttin der Schönheit                                                         | Walküre                                     | Waldbrand (Effekt: Verbrennung gegnerischer Wälder)                                                           | Kavallerie |
| Wikinger | Heimdall                            | Gott der Wachsamkeit                                                         | Einherjer                                   | Erschütterung (Effekt: Einsturz gegnerischer Wälle und Türmer)                                                | Gebäude |
| Wikinger | Nebengötter (Heroisches Zeitalter)  |                                                                              |                                             | | |
| Wikinger | Bragi                               | Gott der Poesie und der Skalden                                              | Kampfeber                                   | Flammenwaffen (Effekt: Erhöhung der Angriffsstärke von Soldaten)                                              | Ulfsark (Infanterie) |
| Wikinger | Njörd                               | Gott des Meeres und der Stürme                                               | Bergriese, Kraken                           | Lebender Wald (Effekt: Erweckung von Bäumen zum Angriff)                                                      | Schiffe und Bergfestungen |
| Wikinger | Skadi                               | Göttin des Winters und der Jagd                                              | Frostriese                                  | Frost (Effekt: Erstarrung gegnerischer Heere)                                                                 | Axtwerfer |
| Wikinger | Nebengötter (Mythisches Zeitalter)  |                                                                              |                                             | | |
| Wikinger | Balder                              | Gott der Schönheit                                                           | Feuerriese                                  | Ragnarök (Effekt: Verwandlung von Sammlern und Zwergen zu großen Helden)                                      | Kavallerie und Belagerungseinheiten |
| Wikinger | Hel                                 | Göttin der Unterwelt                                                         | Bergriese, Frostriese, Feuerriese, Nidhöggr | Nidhöggr (Effekt: Anrufung eines riesigen Drachen)                                                            | Mythische Einheiten |
| Wikinger | Tyr                                 | Gott der Kriegskunst                                                         | Fenris-Wolfsbrut, Jörmungand-Schlangenbrut  | Fimbulwinter (Effekt: Anrufung eines Wolfsrudels, das gegnerische Dörfer angreift)                            | Infanterie |

Die Grafik ist erstmals in der Age-of-Empires-Reihe vollständig dreidimensional.
Das Spiel verfügt wie seine Vorgänger über einen Mehrspielermodus über Internet und Netzwerk sowie über einen Editor.

## Rezeption
Bei seiner Veröffentlichung war Age of Mythology ein ähnlicher Kritiker-Erfolg beschert wie Age of Empires. Die GameStar hat das „Sagen-Spektakel mit Monstern und Helden“ mit einem Gold-Award ausgezeichnet und urteilt: „Der inoffizielle Nachfolger von Age of Empires 2 verbindet alte Tugenden mit neuen Ideen. Helden, Götter, Fabelwesen und perfekte Spielbarkeit heben Bruce Shelleys neuestes Werk Age of Mythology in den Spiele-Olymp.“ Rüdiger Steidle von PC Games empfand es als weniger innovativ als Warcraft 3. Es sei durch die antiken Völker jedoch auch nahbarer. Die Sagenwesen und Götter passen sich gut in die historische Serie ein. Der komplexe Technologiebaum ergäbe zahlreiche Taktiken in Mehrspielerbegegnungen. Die Hintergrundgeschichte der Kampagne sei fesselnd. Seine Kollegin Petra Maueröder betonte das hohe technische Niveau der Umsetzung und die hohe Spieltiefe. Es sei anfangs schwer durchschaubar, aber gut ausbalanciert. Die Zwischensequenzen befänden sich auf hohem Niveau. Tanja Bunke von PC Action erinnerten die Wunder, die der Spieler beschwören kann, an Populous. Ihrem Kollegen Alexander Geltenpoth gefielen vor allem die abwechslungsreichen Szenarien.

## The Titans

Logo von Age of Mythology: The Titans

Die Erweiterung wurde am 30. September 2003 veröffentlicht und enthält eine neue Kampagne mit zwölf Missionen. Außerdem kann man nun die aus der Hauptkampagne bereits bekannten Atlanter spielen.
Die Missionen der Kampagne „Das neue Atlantis“ handeln von Arkantos’ Sohn Kastor, der nach Arkantos’ Aufstieg zu den Göttern die Atlanter anführt. Anfangs von Kronos getäuscht, beginnt er damit die anderen Völker anzugreifen und die Titanen aus dem Tartaros zu befreien. Doch sein Vater bringt ihn zur Besinnung und zusammen Arkantos' ehemaligen Gefährten sowie der Hilfe von Gaia kann Kastor Kronos schließlich besiegen sowie zurück in den Tartaros sperren.
An den aus dem Grundspiel bekannten Völkern verändert sich kaum etwas. Jedes Volk kann nun in ein fünftes Zeitalter, das der Titanen, aufsteigen und dort einen übermächtigen Koloss aus dem Tartaros befreien, um seine Gegner zu besiegen.
| Volk     | Hauptgötter (Titanen)               | Beschreibung                                                                                             | Mythische Kreatur(en)                       | Göttlicher Zauber                                                                                         | Kulturboni |
| -------- | ----------------------------------- | --- | ------------------------------------------- | --- | --- |
| Atlanter | Kronos                              | König der Titanen und Gott der Zeit, Sohn der Gaia und des Uranos, Vater des Zeus                        | –                                           | Dekonstruktion (Effekt: Dekonstruktion eines Gebäudes mit Gutschreibung der Rohstoffe)                    | Die Gebäude von Kronos’ Anhängern können gegen Rohstoffkosten an andere Stellen versetzt werden.                                                                                      |
| Atlanter | Uranos                              | Vater und ehemaliger Herrscher der Titanen, Gott des Himmels der ersten Generation                       | –                                           | Druckwelle (Effekt: Betäubung gegnerischer Einheiten, nachdem diese durch die Luft gewirbelt worden sind) | Es können Himmelspforten errichtet werden. Alle Einheiten, die in einer Himmelspforte einquartiert werden, können eine andere Himmelspforte an einer anderen Stelle wieder verlassen. |
| Atlanter | Gaia                                | Mutter der Titanen und Verkörperung der Erde; Allmutter und Trägerin alles Lebendigen                    | –                                           | Wald der Gaia (Effekt: Entstehung eines Waldes mit schnellerer und erträglicher Rohstoffgewinnung)        | Das Gebiet rund um Gebäude wird von üppiger Vegetation überwuchert, die diese regeneriert und verhindert, dass in der Nähe gegnerische Gebäude errichtet werden können.               |
| Atlanter | Nebengötter (Klassisches Zeitalter) | |                                             | | |
| Atlanter | Leto                                | Titanengöttin des Verborgenen, Geliebte des Zeus, Mutter von Apollon und Artemis                         | Androide (Metallener Mensch)                | Spinnengrube (Effekt: Ablegung gigantischer Falltürspinnen, die den Gegner angreifen)                     | Androiden |
| Atlanter | Okeanos                             | Titanengott des Wassers, Vater aller Flüsse und Okeaniden                                                | Caladria, Diener des Okeanos (Wassernymphe) | Carnivora (Effekt: Erweckung einer riesigen, Fleisch fressenden Pflanze)                                  | Infanterie |
| Atlanter | Prometheus                          | Titanengott der Voraussicht, Feuerbringer und Lehrmeister, Gestalter der ersten Menschen aus Lehm        | Promether (Lehmmensch)                      | Heldenmut (Effekt: Verwandlung regulärer Einheiten in Helden)                                             | Helden |
| Atlanter | Nebengötter (Heroisches Zeitalter)  | |                                             | | |
| Atlanter | Hyperion                            | Titanengott der Wache und der Beobachtung, Vater des Helios                                              | Satyr, Nereide                              | Chaos (Effekt: Gegenseitige Bekämpfung gegnerischer Einheiten)                                            | Helden |
| Atlanter | Rhea                                | Titanengöttin der Fruchtbarkeit sowie Schwestergattin des Kronos, Mutter von Zeus und seiner Geschwister | Behemoth                                    | Verräter (Effekt: Überlaufen einer gegnerischen Einheit)                                                  | Gunst |
| Atlanter | Thea                                | Titanengöttin des Augenlichts, des Himmels, der Edelsteine und der Edelmetalle; Gattin des Hyperion      | Stymphalischer Vogel, Dryade                | Hesperiden (Effekt: Entstehung eines Baums zur Ausbildung von Dryaden)                                    | Kavallerie |
| Atlanter | Nebengötter (Mystisches Zeitalter)  | |                                             | | |
| Atlanter | Atlas                               | Titanengott der Kühnheit, der das Himmelsgewölbe der Welt trägt                                          | Argus                                       | Implosion (Effekt: Massiver Schaden an Einheiten und Gebäuden)                                            | Gebäude |
| Atlanter | Hekate                              | Titanengöttin der Hexerei sowie Wächterin der Tore zwischen den Welten                                   | Lampade, Tartaros-Brut                      | Tartaros-Tor (Effekt: Öffnung eines Tors, aus dem unablässig Dämonen entweichen)                          | Mythische Einheiten |
| Atlanter | Helios                              | Titanengott der Sonne                                                                                    | Riesenqualle, Heka-Gigant                   | Wirbelsturm (Effekt: Umgehende Teleportation)                                                             | Belagerungswaffen |
| Atlanter | Titan (Zeitalter der Titanen)       | |                                             | | |
| Atlanter | Atlantischer Titan (Obsidiangolem)  | aus Obsidian, Lava und kristallinen Stacheln gebildetes Wesen gewaltiger Größe und Kraft                 | –                                           | – | – |
| Griechen | Titan (Zeitalter der Titanen)       | |                                             | | |
| Griechen | Griechischer Titan (Kerberos)       | Mehrköpfiger Höllenhund, der den Eingang zur Unterwelt bewacht                                           | –                                           | – | – |
| Ägypter  | Titan (Zeitalter der Titanen)       | |                                             | | |
| Ägypter  | Ägyptischer Titan (Re-Harachte)     | Sonnengott, aus einer Verschmelzung zwischen Re und Harachte entstanden                                  | –                                           | – | – |
| Wikinger | Titan (Zeitalter der Titanen)       | |                                             | | |
| Wikinger | Nordischer Titan (Ymir)             | Nordischer Urzeitriese                                                                                   | –                                           | – | – |

## Tale of the Dragon
Nach zwölf Jahren wurde am 29. Januar 2016 das Add-on Age of Mythology: Tale of the Dragon veröffentlicht.
Inhaltlich beschäftigt sich das Add-on mit der asiatischen Mythologie und fügt das Volk der Chinesen, drei neue Hauptgötter sowie eine neue Kampagne mit neun Missionen hinzu.
| Volk     | Hauptgötter                         | Beschreibung                                                            | Mythische Kreatur(en)             |
| -------- | ----------------------------------- | ----------------------------------------------------------------------- | --------------------------------- |
| Chinesen | Fu Xi                               | Legendärer Urkaiser, Urahn und Lehrmeister der Menschen                 | –                                 |
| Chinesen | Nü Wa                               | Schöpfergöttin des Menschengeschlechts, Schwestergattin von Fu Xi       | –                                 |
| Chinesen | Shennong                            | Legendärer Urkaiser, Urahn und Lehrmeister der Menschen                 | –                                 |
| Chinesen | Nebengötter (Klassisches Zeitalter) |                                                                         |                                   |
| Chinesen | Huang Di                            | „Gelber Kaiser“, erster legendärer Kaiser Chinas und Gott               | Terrakottakrieger                 |
| Chinesen | Sun Wukong                          | „Legendärer Affenkönig“, Rebellengott                                   | Affenkönig                        |
| Chinesen | Chang'e                             | Göttin des Mondes                                                       | Qilin                             |
| Chinesen | Nebengötter (Heroisches Zeitalter)  |                                                                         |                                   |
| Chinesen | Tudigong/Dabo Gong                  | Gott der Erde und des Vermögens                                         | Pixiu                             |
| Chinesen | Zhong Kui                           | Legendärer Dämonen-Bezwinger, Herrscher aller Geister und der Unterwelt | Jiangshi                          |
| Chinesen | He Bo                               | Gott des Großen Gelben Flusses                                          | Kriegssalamander                  |
| Chinesen | Nebengötter (Mythisches Zeitalter)  |                                                                         |                                   |
| Chinesen | Chongli/Zhurong                     | Gott des Feuers und Herrscher des Südens                                | Roter Vogel                       |
| Chinesen | Ao Kuang                            | Gott des Wassers und Drachenkönig des östlichen Meeres                  | Blauer Drache, Drachenschildkröte |
| Chinesen | Xi Wangmu                           | Königinmutter des Westens                                               | Erde-Drache                       |
| Chinesen | Titan (Zeitalter der Titanen)       |                                                                         |                                   |
| Chinesen | Chinesischer Titan (Pangu)          | Urwesen, das Yin (Erde) und Yang (Wolken) in sich vereint               | –                                 |